# ظهور لاک‌پشت‌های نینجای جهش‌یافته نوجوان: فیلم
ظهور لاک‌پشت‌های نینجای جهش‌یافته نوجوان: فیلم (به انگلیسی: Rise of the Teenage Mutant Ninja Turtles: The Movie) یک فیلم پویانمایی ابرقهرمانی آمریکایی از سال ۲۰۲۲ است که بر پایهٔ مجموعه‌ای تلویزیونی و تیمی ابرقهرمانی به همین نام ساخته شده‌است. این فیلم که توسط نیکلودئون موویز و استودیوی انیمیشن نیکلودئون ساخته و توسط نتفلیکس توزیع شده‌است، ادامهٔ رویدادهای مجموعه تلویزیونی است. این فیلم توسط سازندگان انت وارد و اندی سوریانو کارگردانی شده و صداپیشه‌های آن بن شوارتز، عمر بنسون میلر، براندون مکئیل اسمیت، جاش برنر، کاترینا گراهام، اریک بائوزا و هالی جوئل آزمنت هستند. در این فیلم، لئوناردو مجبور می‌شود برادرانش را برای نجات جهان از دست کرانگ رهبری کند.
این فیلم در تاریخ ۵ اوت ۲۰۲۲ از طریق نتفلیکس منتشر شد، و به طوری کلی نقدهای مطلوبی از سوی منتقدان دریافت کرد.

## طرح داستان
لاک‌پشت‌های نینجا با بزرگ‌ترین چالش خود مواجه می‌شوند که یک غریبه مرموز از آینده با یک هشدار وحشتناک وارد می‌شود. لئوناردو مجبور می‌شود تا برخاسته و برادرانش رافائل، داناتلو و مایکل‌آنجلو را در نبردی رهبری کند تا جهان را از کرانگ، یک گونه بیگانه وحشتناک نجات دهد.

## بازیگران
- بن شوارتز در نقش لئوناردو/لئو[۴]
- عمر بنسون میلر در نقش رافائل/راف[۴]
- براندون مکئیل اسمیت در نقش میکل آنژ/مایکی[۴]
- جاش برنر در نقش دوناتلو/دانی[۴]
- کاترینا گراهام در نقش آوریل اونیل[۴]
- اریک بائوزا در نقش اسپلینتر[۴]
- هالی جوئل آزمنت در نقش کیسی جونز[۴]
- جیم پیری در نقش کرانگ

صدابازیگران پارسی 
- آیدین الماسیان در نقش لئوناردو/لئو[۴]
- علیرضا وارسته در نقش رافائل/راف[۴]
- کثری نیک آذر در نقش میکل آنژ/مایکی[۴]
- عباس چهاردهی در نقش دوناتلو/دانی[۴]
- سمیه الیاسی در نقش آوریل اونیل[۴]
- عرفان هنربخش در نقش اسپلینتر[۴]
- عرفان هنربخش در نقش کیسی جونز[۴]
- مسعود تقی پور در نقش کرانگ

## تولید
در ۵ فوریه ۲۰۱۹، اعلام شد که فیلم‌هایی بر اساس ظهور لاک‌پشت‌های نینجا جهش یافته نوجوان و خانه لاود برای نتفلیکس در دست تولید هستند. در ۱۲ ژانویه ۲۰۲۱، خلاصه داستان فیلم‌های قبلی در حساب توییتر رسمی فرنچایز به همراه سال اکران اصلی فاش شد. در ۲۷ اوت ۲۰۲۱، فیلم به دلیل تکمیل نشدن به موقع آن به سال ۲۰۲۲ عقب افتاد. تولید این فیلم سرانجام در ۷ آوریل ۲۰۲۲ به پایان رسید.

## بازخورد
در وبگاه جمع‌آوری نقد راتن تومیتوز، ٪۷۷ از ۱۳ بررسی منتقدان مثبت است و میانگینِ امتیاز آن ۶٫۲/۱۰ است. این فیلم در متاکریتیک که از میانگین وزنی استفاده می‌کند، بر اساس نظر ۵ منتقدین امتیاز ۶۱ از ۱۰۰ را کسب کرده که نشان‌گر «نقدهای عموماً مطلوب» است.
وبسایت راتن تومیتوز همچنین در بیانیه ای اعلام کرد که این فیلم بعد از فیلم بتمن در برابر لاک پشت‌های نینجا، دومین فیلم از این مجموعه با نمره بالا است. پس از انتشار فیلم، هشتگ‌های زیادی در مورد فیلم و سریال مرتبط با آن به صورت آنلاین ترند شد. بسیاری از هشتگ‌ها شامل طرفدارانی بود که پس از توقف ناگهانی سریال در سال ۲۰۲۰، درخواست بازگشت سریال را داشتند.